# エキサイティング秀樹 - ちぎれた愛/情熱の嵐
『エキサイティング秀樹 - ちぎれた愛/情熱の嵐』（エキサイティングひでき ちぎれたあい じょうねつのあらし）は、西城秀樹の3枚目のオリジナル・アルバム。1973年10月5日にRCAから発売された。

## 内容
- 一躍トップ・アイドルに躍進したヒット曲「情熱の嵐」と、初のオリコン第1位に輝いた「ちぎれた愛」が収録されている。

## 収録曲
| #   | タイトル           | 作詞         | 作曲           | 編曲       |
| --- | ------------------ | ------------ | -------------- | ---------- |
| A1. | 「情熱の嵐」       | たかたかし   | 鈴木邦彦       | 馬飼野康二 |
| A2. | 「別離の風景」     | 有馬三恵子   | 鈴木邦彦       | 馬飼野康二 |
| A3. | 「奪いたい人」     | 有馬三恵子   | 井上忠夫       | ボブ佐久間 |
| A4. | 「色づいた果実」   | 岡田冨美子   | 馬飼野康二     | 馬飼野康二 |
| A5. | 「君がいる限り」   | 安井かずみ   | かまやつひろし | 馬飼野康二 |
| A6. | 「素足のふたり」   | さいとう大三 | 馬飼野俊一     | 馬飼野俊一 |
| B1. | 「ちぎれた愛」     | 安井かずみ   | 馬飼野康二     | 馬飼野康二 |
| B2. | 「ふたりの秘密」   | 小谷夏       | 井上忠夫       | ボブ佐久間 |
| B3. | 「野をかける少女」 | あおい龍介   | 羽根田武邦     | 馬飼野康二 |
| B4. | 「孤独のふたり」   | 安井かずみ   | 馬飼野康二     | 馬飼野康二 |
| B5. | 「禁じられた恋」   | たかたかし   | 森田公一       | 馬飼野康二 |
| B6. | 「愛の犯ち」       | 千家和也     | 馬飼野俊一     | 馬飼野俊一 |

## 復刻盤
- 1976年9月25日発売のLP『西城秀樹 第1 - 7集』（全7枚）の中の1枚
- 1994年12月16日発売のCD『HIDEKI SAIJO EXCITING AGE'72 - '79』（11枚組）の中の1枚（3枚目）
- 1999年7月23日発売のCD『エキサイティング秀樹 - ちぎれた愛/情熱の嵐』
- 2021年6月18日発売のGOH HOTODAによるデジタルリマスタリング盤（Blu-spec CD2、紙ジャケット仕様）